# Heimdal (Schiff, 1892)
Die Heimdal war ein norwegisches Kriegsschiff, das in seiner langen Laufbahn von 1892 bis 1946 in verschiedenen Funktionen diente, darunter lange Zeit auch immer wieder als königliche Yacht. Sie war das erste norwegische Marineschiff, das die heute gebräuchliche, von Frederik Meltzer entworfene sogenannte „reine Flagge“ des unabhängig gewordenen Königreichs Norwegen trug (29. Mai 1905). Das Schiff wurde 1946 verkauft und zum Frachtschiff umgebaut; es sank am 18. August 1947 etwa 80 sm östlich von Langanes (Island).

## Bau und technische Daten
Das Schiff wurde im Jahr 1892 mit der Baunummer 137 bei der Akers mekaniske verksted in Christiania (Oslo) gebaut. Namensgeber war der Gott Heimdall der nordischen Mythologie. Bei 55 m Länge, 8,2 m Breite und 4,5 m Tiefgang verdrängte das Schiff 578 ts. Eine Dreifach-Expansionsmaschine mit 650 iPS ermöglichte über einen Propeller eine Höchstgeschwindigkeit von 12 kn. Die Bewaffnung bestand aus vier 65-mm-Geschützen und zwei 37-mm-Geschützen, ab 1921 aus vier 76-mm-Geschützen und zwei 37-mm-Geschützen. Die Besatzung zählte 62–65 Mann.

## Laufbahn

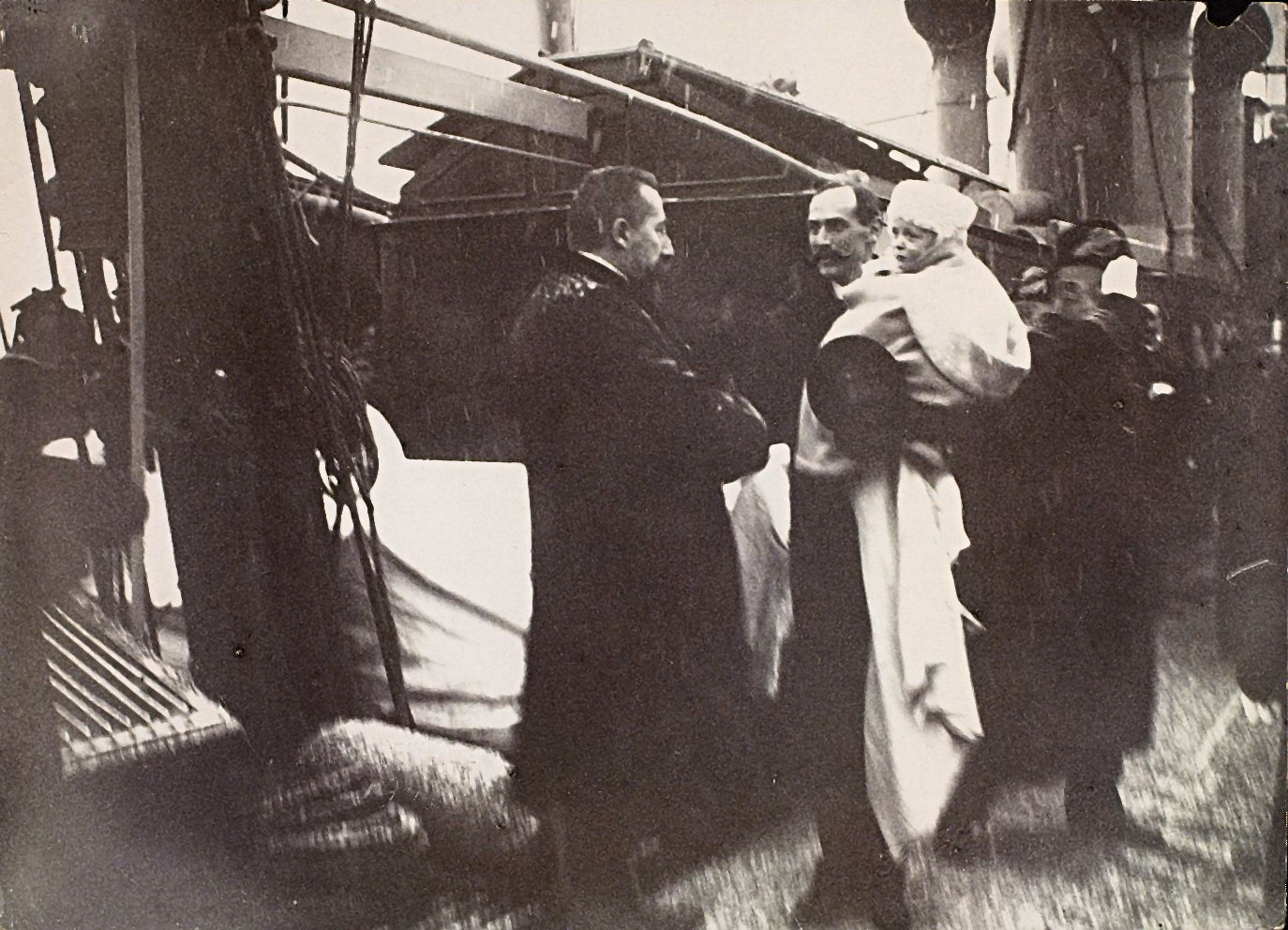
25. November 1905: Ministerpräsident Michelsen begrüßt den designierten König Haakon und dessen Sohn Olav an Bord der Heimdal

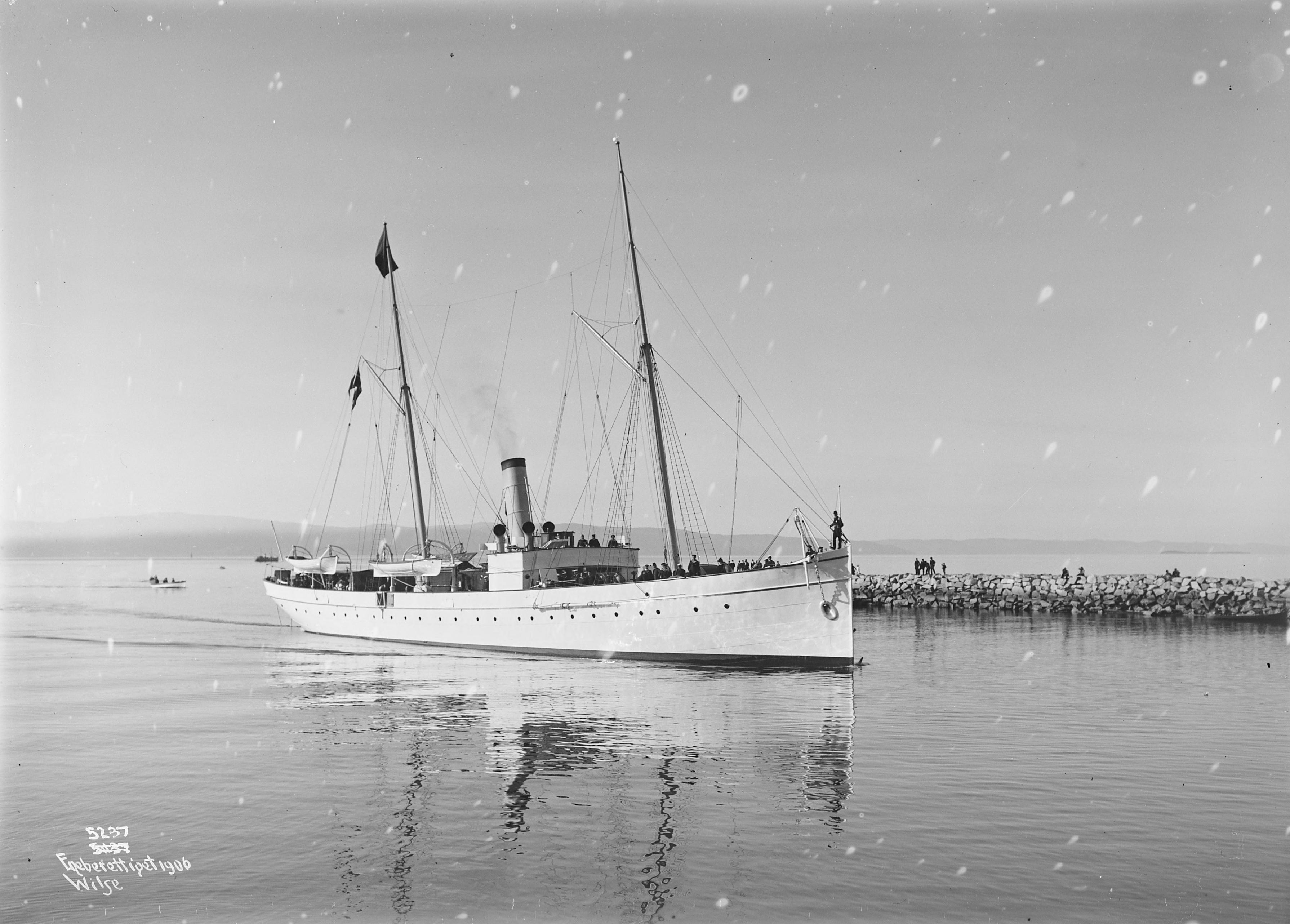
Die Heimdal bringt König Haakon VII und Königin Maud zu ihrer Krönung nach Trondheim; 19. Juni 1906

Die als Kanonenboot bewaffnete Heimdal war als Überwachungs- und Rettungsschiff konzipiert, das in den Seegebieten um Nordnorwegen patrouillieren sollte. Im Laufe der Jahrzehnte diente sie dann allerdings in einer Vielzahl von Rollen: 1896–1905, 1905–1908 und danach gelegentlich als königliche Yacht, 1905 kurzzeitig als Flaggschiff, 1892–1940 als Fischereischutz- und Rettungsschiff, 1940–1943 als Stabsschiff und Tender (1940–1943), 1945–1946 als Wohnschiff und zuletzt 1946–1947 als Frachtschiff. Angefangen mit ihrer am 30. September 1892 begonnenen ersten Kreuzfahrt und ihrer ersten Arktispatrouille im April und Mai 1893 brachte sie den Großteil ihrer Dienstzeit vor den Küsten der Finnmark, im Nordmeer und in der Barentssee zu.

### Königliche Yacht
Bekannt wurde die Heimdal vor allem als königliche Yacht. Ihre erste wichtige Fahrt in dieser Funktion fand vom 6. Juli bis zum 4. August 1896 statt, als König Oskar II. von Schweden und Norwegen auf ihr eine Kreuzfahrt entlang der norwegischen Küste unternahm. Glänzende Höhepunkte waren jedoch der 25. November 1905 und der 19. Juni 1906:
- Am 25. November 1905 bestieg der dänische Prinz Carl, auf der dänischen Staatsyacht Dannebrog am 23. November aus Kopenhagen ausgelaufen, mit seiner Ehefrau Maud und ihrem gemeinsamen Sohn Alexander in Oscarsborg an der Drøbak-Enge im Oslofjord die Heimdal. Er war am 18. November nach der Auflösung der schwedisch-norwegischen Personalunion zum König von Norwegen gewählt worden und hatte daraufhin bereits den traditionellen norwegischen Namen Haakon angenommen. An Bord wurde er von Ministerpräsident Christian Michelsen und dessen Kabinett begrüßt, und dann brachte die Heimdal die königliche Familie an die Vippentangen-Pier in Christiania.
- Zur Krönung des Königspaares am 22. Juni 1906 im Nidarosdom in Trondheim brachte die Heimdal das Paar am 19. Juni nach Trondheim.[2]

Obwohl das Schiff spätestens 1908 wieder vornehmlich seiner ursprünglichen Aufgabe als Wach- und Rettungsschiff in den nordnorwegischen Gewässern nachkam, wurde es auch in der Folge wiederholt von der königlichen Familie genutzt, so u. a. während der von der International Yacht Racing Union veranstalteten vierten internationalen Segelregatta „Europe Week 1914“ in Horten (14.–21. Juli 1914) und als König Haakon die westnorwegische Stadt Molde nach ihrem katastrophalen Großbrand vom 21. Januar 1916 besuchte.

### Fischereischutz
Als Norwegen im Jahre 1908 die Fischerei in seinen Hoheitsgewässern regulierte und der Fischereiaufsicht unterwarf, lief die Heimdal am 12. März 1908 zur ersten Fahrt eines norwegischen Fischereischutzschiffs aus. Sie war drei Jahre später auch das erste norwegische Fischereischutzschiff, das ein ausländisches Schiff wegen illegalen Fischens aufbrachte: am 11. März 1911 stoppte sie den britischen Trawler Lord Roberts vor der Küste der Finnmark und eskortierte ihn nach Vardø, wo ein Gericht den Fang der Briten konfiszierte und eine Geldstrafe verhängte.

### Arktische Unternehmungen
Die Heimdal stellte die Ehrengarde und feuerte mit ihren Geschützen den Salut, als Norwegen auf der Grundlage des Spitzbergenvertrages am 14. August 1925 die Inselgruppe Spitzbergen in Besitz nahm.
Bereits im Mai 1925 und erneut im Mai 1926 war das Schiff in einer unterstützenden Rolle an den beiden Flugexpeditionen Roald Amundsens zum Nordpol beteiligt:
- der Amundsen-Ellsworth-Flugexpedition im Mai/Juni 1925 mit zwei Flugbooten des Typs Dornier Wal;
- der Amundsen-Ellsworth-Nobile-Expedition im Mai 1926 mit dem Luftschiff Norge.

### Zweiter Weltkrieg
Ab Oktober 1939 lag die Heimdal in Tromsø, wo sie den auf dem Wasserflughafen Skattøra stationierten drei Heinkel He 115-A Wasserflugzeugbombern als Wachschiff und Tender diente.
Beim Beginn der deutschen Invasion Norwegens am 9. April 1940 war das Schiff dem Fischereischutzdienst im 3. Seeverteidigungsabschnitt zugeteilt und in Narvik stationiert, befand sich aber bei der deutschen Besetzung von Narvik auf See und entging dadurch Versenkung bzw. Beschlagnahme. Während der folgenden zweimonatigen Kampfhandlungen im Raum Narvik war es in Karlsøy bei Tromsø stationiert und führte von dort Sicherungs- und Geleitschutzaufgaben durch. Unter anderem geleitete es am 17. April Truppentransporte (Prins Olav, Ariadne, Dronning Maud und Kong Haakon) aus dem Raum Tromsø an die Narvik-Front. Am 29. Mai entging die Heimdal im Grøtsund nördlich von Tromsø dem Angriff eines deutschen Bombers.
Als König Haakon VII. mit dem Kronprinzen und dem Großteil des Kabinetts, den deutschen Invasoren nach Norden ausweichend, am 29. April 1940 auf dem britischen Kreuzer Glasgow von Molde bis in den Rystraumen bei Tromsø evakuiert worden war, stieg er dort mit seinem Gefolge auf die Heimdal um, die ihn nach Tromsø brachte. Von dort wurden er und seine Regierung am 7. Juni 1940 an Bord des Schweren Kreuzers Devonshire nach England evakuiert. Am gleichen Tag erhielten alle noch verbliebenen Schiffe und Flugzeuge der norwegischen Streitkräfte Befehl, sich nach Großbritannien abzusetzen, und dies gelang u. a. der Heimdal, die Norwegen in den frühen Morgenstunden des 8. Juni zusammen mit dem Wachboot Thorodd verließ und am 14. Juni in Lerwick auf den Shetlandinseln ankam. Nach zwei Tagen im dortigen Hafen verlegte die beiden Schiffe nach Rosyth in Schottland, wo sie am Abend des 17. Juni eintrafen.
Aufgrund ihres hohen Alters und ihrer geringen Geschwindigkeit wurde die Heimdal ab 30. Juni 1940 nur noch als Stabsquartier, Wohnschiff und Tender von der norwegischen Marine in Rosyth bzw. Port Edgar genutzt. Sie wurde am 29. Oktober 1943 außer Dienst gestellt und in Burntisland am Firth of Forth aufgelegt.

### Nachkriegszeit
Nach Kriegsende in Europa wurde die Heimdal reaktiviert und noch im Mai 1945 zurück nach Norwegen verlegt. Dort diente sie bis 1946 als Wohnschiff, wurde dann ausgemustert und verkauft, zum Frachtschiff umgebaut und in Rovena umbenannt. Am 18. August 1947 sank sie mit einer Ladung von 2800 Fass Heringe etwa 80 Seemeilen östlich der isländischen Halbinsel Langanes.